# Selenia djakonovi
Selenia djakonovi är en fjärilsart som beskrevs av Bang-haas 1927. Selenia djakonovi ingår i släktet Selenia och familjen mätare. Inga underarter finns listade.